# Ein Lied für Dublin (1988)
Die deutsche Vorentscheidung zum Eurovision Song Contest 1988 fand unter dem Titel Ein Lied für Dublin statt.
Durch die Sendung führte erstmals Jenny Jürgens, die Tochter von Udo Jürgens, welche den Sieger des vorherigen Eurovision Song Contests, Johnny Logan als Gast begrüßte. Das Orchester wurde von Ed Sperber geleitet.

## System
Der Bayerische Rundfunk behielt den Modus der Vorjahre aufgrund vielfacher Erfolge bei.
Eine dreizehnköpfige Jury aus Fachleuten der Unterhaltungsbranche wählte aus 566 Einsendungen die zwanzig Halbfinalteilnehmer aus, woraus die Radiohörer die zwölf Finalteilnehmer wählten.
Nach Abschluss der Vorentscheidung, die in diesem Jahr fünf Wochen vor dem Eurovision Song Contest stattfand, wurden nach dem Durchlauf der zwölf Titel durch das Meinungsforschungsinstitut Infratest 519 repräsentativ ermittelte Radiohörer und Fernsehzuschauer telefonisch befragt. Diese hatten während der Sendung die zwölf Titel anhand einer vorgegebenen Punkteskala zu bewerten.
1988 wurden abweichend zum Vorjahr die Endstände der einzelnen Interpreten bekannt gegeben.

## Punktetafel des Vorentscheids
In folgender Tabelle sind die Punktzahlen der Zwischenstände bei folgenden Prozentsätzen angegeben:
Runde 1: 15,69 Prozent der abgegebenen Stimmen, Runde 2: 48,04 Prozent
| Nr. | Interpret              | Titel (Musik/Text)                                                                      | Runde 1 Platz | Runde 2 Platz | Endpunktzahl | Platz |
| --- | ---------------------- | --------------------------------------------------------------------------------------- | ------------- | ------------- | ------------ | ----- |
| 01  | Thomas & Thomas        | Träumen kann man nie zuviel (Jean Frankfurter / Irma Holder)                            | 0352 12.      | 1205 12.      | 02388        | 12.   |
| 02  | Tommy Steiner          | Insel im Wind (Hanne Haller / Bernd Meinunger & Ramona Leiß)                            | 0511 06.      | 1573 06.      | 03185        | 06.   |
| 03  | Tammy Swift            | Tanzen geh’n (Ralph Siegel (als "Werner Zylka") / Bernd Meinunger (als "John O'Flynn")) | 0487 09.      | 1508 08.      | 03172        | 07.   |
| 04  | Bernhard Brink & Gilda | Komm’ ins Paradies (Matthias Reim & Jörg Wiesner / Ingrid Reith)                        | 0559 04.      | 1789 03.      | 03538        | 03.   |
| 05  | Michaela               | Ein kleines Wunder (Rainer Pietsch / Bernd Meinunger)                                   | 0496 08.      | 1525 07.      | 03171        | 08.   |
| 06  | G.G. Anderson          | Hättest du heut’ Zeit für mich (Ekki Stein, Gerd Grabowski & Siegward Kastning)         | 0599 03.      | 1785 04.      | 03508        | 04.   |
| 07  | Rendezvous             | Du bist ein Stern für mich (Hans-Rolf Schade, Werner Petersburg & Jutta Gröters)        | 0431 10.      | 1400 10.      | 02826        | 10.   |
| 08  | Ann Thomas             | Regenbogenland (Hanne Haller / Bernd Meinunger)                                         | 0538 05.      | 1654 05.      | 03351        | 05.   |
| 09  | Heartware              | Ich geb’ dir mein Herz (Jacques van Eijck / John Möring)                                | 0505 07.      | 1473 09.      | 03021        | 09.   |
| 10  | Maxi & Chris Garden    | Lied für einen Freund (Ralph Siegel / Bernd Meinunger)                                  | 0757 01.      | 2324 01.      | 04475        | 01.   |
| 11  | Christian Franke       | In deiner Hand (Christian Franke / Andrea Andergast)                                    | 0375 11.      | 1344 11.      | 02596        | 11.   |
| 12  | Cindy Berger           | Und leben will ich auch (Rainer Pietsch / Bernd Meinunger)                              | 0624 02.      | 1920 02.      | 03769        | 02.   |